# Thuận Hưng, huyện Long Mỹ
Thuận Hưng là xã thuộc huyện Long Mỹ, tỉnh Hậu Giang, Việt Nam.

## Địa lý
Xã Thuận Hưng nằm ở phía đông huyện Long Mỹ, có vị trí địa lý:
- Phía đông giáp thị xã Long Mỹ
- Phía đông nam giáp xã Thuận Hòa
- Phía nam giáp xã Xà Phiên
- Phía tây giáp thị trấn Vĩnh Viễn
- Phía bắc giáp xã Vĩnh Thuận Đông.

Xã Thuận Hưng có diện tích 23,52 km², dân số năm 2019 là 8.585 người, mật độ dân số đạt 365 người/km².

## Lịch sử
Năm 1979, một phần diện tích và dân số của các xã Thuận Hưng và Long Trị được sáp nhập vào thị trấn Long Mỹ, đồng thời thành lập xã Thuận Hòa từ một phần diện tích và dân số của xã Thuận Hưng.
Năm 1991, toàn bộ diện tích và dân số của xã Thuận Hòa được sáp nhập vào xã Thuận Hưng. Thời điểm này, xã Thuận Hưng có diện tích 52,40 km², dân số theo thống kê năm 1999 là 18.916 người.
Năm 2006, xã Thuận Hòa được tái lập từ xã Thuận Hưng.

## Hành chính
Xã Thuận Hưng được chia thành 7 ấp: 1, 4, 6, 7, 8, 9, 10.